# Chaetocnema pulicaria
Chaetocnema pulicaria är en skalbaggsart som beskrevs av F. E. Melsheimer 1847. Chaetocnema pulicaria ingår i släktet Chaetocnema och familjen bladbaggar. Inga underarter finns listade i Catalogue of Life.

## Bildgalleri

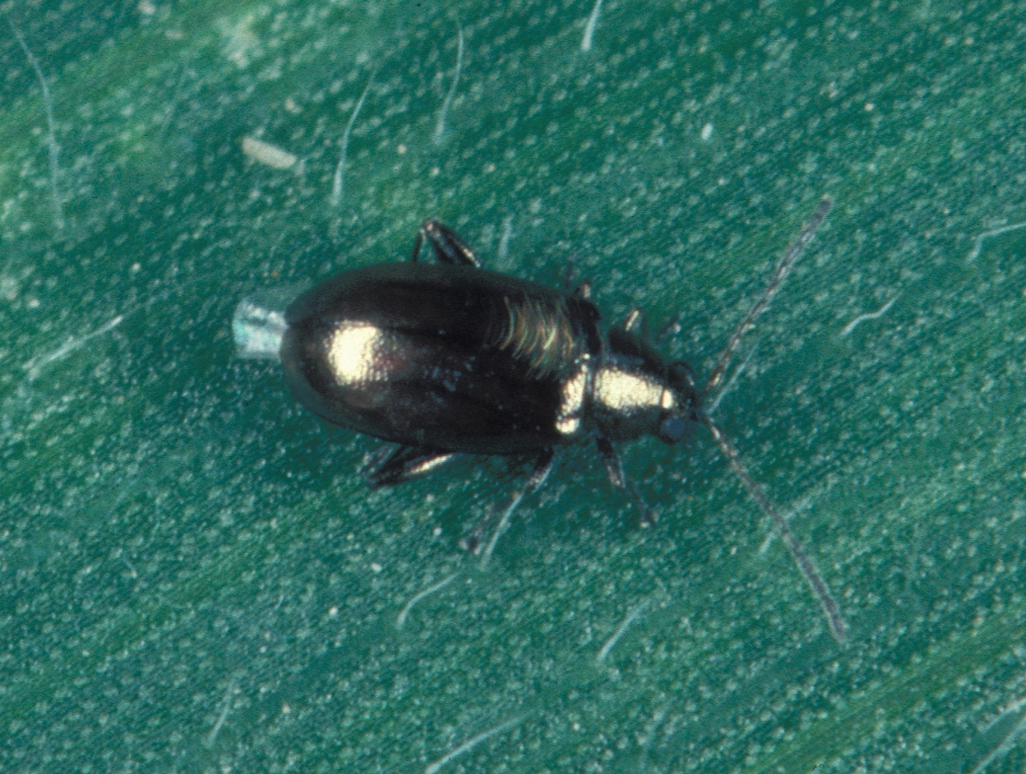